# Al-Qa'im (califa)
Al-Qa'im (en árabe: القائم) fue un califa abasí de Bagdad entre 1031 y 1075. Era hijo de Al-Qádir.
Su largo reinado se caracterizó por la agitación y la inestabilidad. La ciudad pasó a menudo períodos sin gobierno, porque el gobernante búyida se vio obligado a huir para salvar su vida. En ese contexto aparecen los Selyúcidas bajo el gobierno de Tugrïl Beg, que conquistó Siria, Armenia y amenazó Bagdad en un momento en que la capital se vivían continuos estallidos de violencia y fanatismo entre chiitas y sunitas. Con la excusa de que estaba de peregrinación a La Meca, Toghrül entró en Irak con una gran fuerza militar. Asegurando al califa sus intenciones pacíficas y aceptando a su autoridad, pidió permiso para visitar la capital, donde fue reconocido como sultán por el Califa.
En 1058 en Baréin, una disputa sobre la lectura de la jutba en nombre de Al-Qa'im entre miembros de la tribu de los Abd al-Qays y los cármatas provocó una revuelta liderada por Abu ul-Bahlul al-Awwam que derrocó el gobierno cármata y dio como resultado el completo derrumbamiento del reino de Al-Hasa en 1067.